# 輸卵管卵巢膿瘍
輸卵管卵巢膿瘍（tubo-ovarian abscess，TOA）是输卵管或卵巢週圍因感染而產生的化膿腫塊（膿瘍或膿腫），在育龄婦女的常見病因為骨盆腔發炎。症状包括：骨盆腔疼痛、阴道分泌物、发热和盆腔肿块。其它症狀，可能会出现恶心或异常阴道出血。併發症包括膿瘍破裂而造成败血症和腹膜炎。其它长期併發症包括可能發生慢性骨盆腔疼痛、不孕或子宫外孕。
最常见的病因是盆腔炎產生的并发症。其他危险因子，包括：放置宮內節育器、多名性伴侣、曾有盆腔炎病史和盆腔器官的癌症。也可能是子宮切除術後的并发症，也与艾滋病、糖尿病和子宮內膜異位症有关。感染通常源自阴道，由下向上扩散，經过子宮內膜到达输卵管和腹腔。也可能会侵犯到附近的骨盆器官。雖然其它附近器官（如：闌尾）的感染扩散並形成输卵管卵巢脓瘍，但较少见。膿瘍內通常會同時出現多種细菌，常見的有：大腸桿菌、脆弱擬桿菌、消化链球菌、消化球菌和需氧链球菌。
子宮頸可能会有黄绿色分泌物流出，移动宫颈时可能会發生疼痛。血液检驗通常会发现白血球增多。其他检驗可能包括妊娠试验；尿液、宫颈分泌物和血液培养；以及阴道分泌物的湿片检查以寻找線索細胞。超聲波、電腦斷層掃瞄或磁共振成像等醫學影像通常可以發現脓肿的部位。開始時先以抗生素注射治療。若療效不佳，可以进行细针穿刺引流、腹腔鏡手術或剖腹手术清除。一般需要住院治疗。
輸卵管卵巢膿瘍相當罕见。在美国，骨盆腔發炎後約有略高於2%的患者併發輸卵管卵巢膿瘍。好發於 15 至 40 岁间的女性。虽然，接受适当治疗后的死亡率很低，但若發生膿瘍破裂，仍有高达 4% 的患者会死亡。 1835 年，人们首次通过陰道後穹窿穿刺，由陰道引流膿瘍。